# Lijst van beelden in Voorne aan Zee
Dit is een (onvolledige) chronologische lijst van beelden in Voorne aan Zee. Voorne aan Zee is een Nederlandse gemeente in de provincie Zuid-Holland. Onder een beeld wordt hier verstaan elk driedimensionaal kunstwerk in de openbare ruimte, waarbij "beeld" wordt gebruikt als verzamelbegrip voor sculpturen, standbeelden, installaties, gedenktekens en overige beeldhouwwerken.
Voor een volledig overzicht van de beschikbare afbeeldingen zie: Beelden in Voorne aan Zee op Wikimedia Commons.
| Geplaatst | Omschrijving                               | Kunstenaar                    | Straat                                     | Plaats         | Materiaal      | Afbeelding |
| --------- | ------------------------------------------ | ----------------------------- | ------------------------------------------ | -------------- | -------------- | ---------- |
| 1872?     | Geuzengesticht                             | anoniem                       | Nobelstraat, Geuzengesticht                | Brielle        |                |            |
| 1873      | De Zeenymph                                | Johan Philip Koelman          | Asylplein                                  | Brielle        | brons          |            |
| 1875      | Willem van Oranje                          | anoniem                       | Asylplein, Zeemansasyl                     | Brielle        | natuursteen    |            |
| 1917      | Ciborium                                   | Jan Stuyt                     | Rik, Bedevaartskerk Brielle                | Brielle        |                |            |
| 1932      | Johan Been                                 | Martinus Leonardus Middelhoek | Asylplein                                  | Brielle        | brons          |            |
| 1937      | burgemeester F.J.D.C. Egter van Wissekerke | Martinus Leonardus Middelhoek | Oostdam                                    | Brielle        | brons          |            |
| 1946      | Monument op de Oude begraafplaats          | H. van der Graaf              | Zeeweg                                     | Rockanje       |                |            |
| 1946      | Monument voor Leendert van der Meer        | A. Stoelwinder                | Voorweg 48                                 | Oostvoorne     |                |            |
| 1947      | Verzetsmonument                            | Ir. H.V. Gerritsen            | Rijksstraatweg 245                         | Hellevoetsluis |                |            |
| 1949      | Monument voor de gevallenen                | Hubert van Lith               | Sint Catharijnehof                         | Brielle        | brons          |            |
| 1950      | Oorlogsmonument                            | Han Rehm                      | Elfwekenlaan                               | Zwartewaal     | natuursteen    |            |
| 1963      | Lezende jongen                             | Teus van den Berg-Been        | Jan Mathijssenlaan                         | Brielle        | brons          |            |
| 1967      | Jan Pietersz. Coppelstock                  | Pieter d' Hont                | Batterijweg                                | Brielle        | brons          |            |
| 1967      | Hans Onversaecht                           | Teus van den Berg-Been        | Welleweg                                   | Brielle        | beton          |            |
| 1969      | De Vendelzwaaier of De Watergeus           | Frank Letterie                | Kalkbranderstraat                          | Brielle        | brons          |            |
| 1971      | Drie Zwanen                                | Teus van den Berg-Been        | Gooteweg                                   | Brielle        | beton          |            |
| 1971      | Dieren                                     | Piet Verster                  | Dijckpotingen                              | Vierpolders    | staal          |            |
| 1980      | Veld van 32 kubussen                       | Ewerdt Hilgemann              | St. Catharijnehof                          | Brielle        |                |            |
| 1982      | Muurschildering, spuitwerk                 | Theo Janssen                  | Fazantenlaan, gymzalen                     | Hellevoetsluis |                |            |
| 1983      | De Sprong, rvs plastiek                    | Joppe Hooreman                | Burg. Aarsebrug                            | Hellevoetsluis |                |            |
| 1983      | Cortenstaalplastiek                        | Margot Zanstra                | Kooilaan-Vloedlijn                         | Hellevoetsluis |                |            |
| 1983      | Bronzen maskers                            | Rob Phillipi                  | De Nieuwe Veste, vesting                   | Hellevoetsluis |                |            |
| 1984      | Kralensnoer-Klootjeslijn                   | Roel Teeuwen                  | Groote Dok West                            | Hellevoetsluis |                |            |
| 1984      | Grote Peul                                 | Jan Asjes van Dijk            | St. Catharijnehof                          | Brielle        |                |            |
| 1985      | Wandplastiek, fresco                       | Co Westerik                   | Oostzanddijk, gem.huis, zaal               | Hellevoetsluis |                |            |
| 1985      | Vlaggen, textiel achter glas               | Marte Röling                  | Oostzanddijk, gem.huis, hal                | Hellevoetsluis |                |            |
| 1985      | Natuurstenen Poort en staalplastiek        | Nout Visser                   | Oostzanddijk, gem.huis, tuin               | Hellevoetsluis |                |            |
| 1985      | koningin Wilhelmina                        | Carol Cairns                  | Markt                                      | Brielle        | brons          |            |
| 1985      | Wind in de zeilen                          | Fioen Blaisse                 | R. Meeuwiszoonweg                          | Brielle        | brons          |            |
| 1987      | Rattenvanger van Hamelen                   |                               | Glacisweg / Walstraat                      | Hellevoetsluis |                |            |
| 1988      | Jan Blanken Jansz.                         | Jos van Dormolen              | Vesting, Baantje                           | Hellevoetsluis |                |            |
| 1988      | Twee vrouwen                               | Mariëtte Mulder               | Plantageweg                                | Brielle        | brons          |            |
| 1988      | Wachter                                    | Johan Wagenaar (beeldhouwer)  | Kaaivest                                   | Brielle        |                |            |
| 1989      | Koning-stadhouder Willem III               |                               | Oostzanddijk                               | Hellevoetsluis |                |            |
| 1990      | Relief van een boom                        | Krijn van Driel               | Brigittenweg                               | Brielle        |                |            |
| 1992      | Bronzen Achterspiegel Willem III           | Willem Verbon                 | Struytse Hoeck, winkelcentrum              | Hellevoetsluis |                |            |
| 1992      | Twee hondjes                               | Hans Koetsier                 | Helinium                                   | Hellevoetsluis |                |            |
| 1993      | De droom                                   | Ingrid Rollema                | Zoutziederstraat                           | Brielle        | brons          |            |
| 1993      | Mozaïekbanken                              | Akelei Hertzberger            | Struytse Hoeck, winkelcentrum              | Hellevoetsluis |                |            |
| 1993      | Zitbankje - beeldje                        | Berry Dohmen                  | Plattendijk, kinderboerderij               | Hellevoetsluis |                |            |
| 1994      | Vluchten in stilzwijgen                    | Mélanie de Vroom              | Krammer                                    | Brielle        |                |            |
| 1994      | Weerklank                                  | Ron van de Ven                | Slagveld                                   | Brielle        |                |            |
| 1994      | Twee gedeeld door drie                     | Arie Berkulin                 | Anna Hoevestraat bij Kloosterweg           | Brielle        |                |            |
| 1994      | Beton- terrazoplastiek                     | Hans Koetsier                 | Fazantenlaan 1, school                     | Hellevoetsluis |                |            |
| 1994      | Speelruïne - kasteel                       | Maarten Dekker                | Kasteelpad 4, school                       | Hellevoetsluis |                |            |
| 1995      | Stoa                                       | Jeanette Ephraim              | G.J. v.d. Boogerdweg 35                    | Brielle        |                |            |
| 1995      | Vissersvrouwen                             | Peter Erftemeijer             | Kadeplein                                  | Zwartewaal     | brons          |            |
| 1995      | Plein van Torbay + bank                    | Donald Duk                    | Struytse Hoeck, winkelcentrum              | Hellevoetsluis |                |            |
| 1995      | Kikkerzuil                                 | Francine Bisscheroux          | Vuurdoorn                                  | Hellevoetsluis |                |            |
| 1995      | 6 Spirithouses                             | Hooykaas & Stanfield          | Molenstraat                                | Hellevoetsluis |                |            |
| 1996      | Wandreliëf De Vier Jaargetijden            | Francine Bisscheroux          | Wittenshoeck, het Molbord                  | Hellevoetsluis |                |            |
| 1996      | Kleine Zeeheld                             | Jerome Symons                 | Brielsestraatweg/Waterpoortstraat          | Hellevoetsluis | graniet/staal  |            |
| 1996      | Bladzijden uit het Verleden                | Hans Lemmen                   | Molenstraat                                | Hellevoetsluis |                |            |
| 1996      | Bladzijden uit het Verleden                | Hans Lemmen                   | diverse locaties                           | Hellevoetsluis | Messing        |            |
| 1996      | Drijvend plastiek                          | Wies de Bles                  | Plataanlaan, vijver                        | Hellevoetsluis |                |            |
| 1997      | JOP Burcht-bunker                          | Carla van Hoof                | Plataanlaan                                | Hellevoetsluis |                |            |
| 1997      | t Ommetje                                  | Krijn Giezen                  | Wittenshoeck, Middengebied                 | Hellevoetsluis |                |            |
| 1997      | Spelende dolfijnen                         | Willem Verbon                 | Struytse Hoeck, winkelcentrum              | Hellevoetsluis |                |            |
| 1998      | Waterplastiek 4 windstreken                | Albert Verkade                | Landhoofd 1-42, waterpartij                | Hellevoetsluis |                |            |
| 1998      | Reliëf/plastiek                            | Govert Heikoop                | Rotonde A.I.laan-Sportlaan                 | Hellevoetsluis |                |            |
| 1998      | Algje Stalen beeld met voet op steen       | Jerome Symons                 | Brielse Poort                              | Hellevoetsluis |                |            |
| 1998      | De Bomen - Staalplastiek                   | Ray Mensink                   | Provincialeweg, Vingerlingsewe             | Hellevoetsluis |                |            |
| 1999      | Stratenveger - wagentje + pleininric       | Sander Rood                   | Genestetlaan 2, school                     | Hellevoetsluis |                |            |
| 2000      | Rubber zeebeest                            | Auke van de Beek              | Sportlaan, Helvoet BV                      | Hellevoetsluis |                |            |
| 2001      | Pleinontwerp                               | Jan-Hein Daniëls              | Vesting, Kunstencentrum                    | Hellevoetsluis |                |            |
| 2001      | Vrouw met kind                             | Elly Baltus                   | Stationsweg / Voorweg                      | Westvoorne     | steen en brons |            |
| 2003      | Stalen gedachten                           | Maria Strik                   | Groene Kruisweg / Pieter van der Wallendam | Brielle        | staal          |            |
| 2003      | Ontwerp verkeersdrempels en bronzen        | Egon Küchlein                 | Ravense Hoek, kruispunten                  | Hellevoetsluis |                |            |
| 2003      | Mozaïekzuilen en keramiek                  | Francine Bisscheroux          | Rode Kruislaan MFAC                        | Hellevoetsluis |                |            |
| 2003      | Archeologisch plein en staalplastiek       | Jan Ros                       | Rode Kruislaan                             | Hellevoetsluis |                |            |
| 2003      | Groene poort, Staalplastiek                | Sjoerd Buisman                | Ravenseweg, Kanaalweg westzijd             | Hellevoetsluis |                |            |
| 2003      | Leendert Goudswaard                        | Toon Grassens                 | Eerste slag                                | Westvoorne     |                |            |
| 2003      | Paardenstrand                              | Eric Dolfij                   | Dorpsplein                                 | Westvoorne     |                |            |
| 2004      | Zeehelden, bronzen plaquettes              | Willem Verbon                 | Van der Jagtkade                           | Hellevoetsluis |                |            |
| 2005      | Tekst brugreling en marmer plastiek        | Kees Wevers                   | Hr. Van Borselenweide (brug)               | Hellevoetsluis |                |            |
| 2005      | De Môluk van Tinte                         | Adriaan Nette                 | Kade                                       | Westvoorne     |                |            |
| 2006      | Matroos met kijker                         | Gunnar Daan                   | Burg. van der Jagtkade                     | Hellevoetsluis | plaatstaal     |            |
| 2007      | RVS doosletters Ravense Park               | Ciltron e.a.                  | Ravense Hoek, centraal park                | Hellevoetsluis |                |            |
| 2007      | De Heren van Voorne                        | Francine Bisscheroux          | Zoutweide                                  | Hellevoetsluis |                |            |
| 2016      | Monument veteranen                         | Peter Vermaat                 | Burg. van der Jagtkade                     | Hellevoetsluis | cortenstaal    |            |
|           | Inwoners van Oosthoek                      | Francine Bisscheroux          | Ravense Hoek                               | Hellevoetsluis |                |            |
|           | Reine                                      | Tineke Bot                    | Struytse Hoeck, winkelcentrum              | Hellevoetsluis |                |            |
|           | Luchtafweer                                | onbekend                      |                                            | Hellevoetsluis |                |            |
|           | Monument aan de Blindeweg                  |                               | Blindeweg 7                                | Westvoorne     |                |            |
|           | Monument Duinen Tweede Slag                | H. van der Graaf              | Tweede Slag                                | Westvoorne     |                |            |